# Facultad de Arquitectura de la Universidad Santo Tomás
La Facultad de Arquitectura es una de las departamentos académicos de la Universidad Santo Tomás. Fue fundada en 1975 (hace más de 30 años) y tiene más de 1.800 egresados. Ostenta la Acreditación de Alta Calidad del Consejo Nacional de Acreditación (organismo del Ministerio de Educación), a través de la Resolución N.º 3410 del 18 de agosto de 2005. Es además miembro fundador de la Asociación Colombiana de Facultades de Arquitectura. Tiene su sede en la ciudad de Bucaramanga, concretamente en el municipio metropolitano de Floridablanca.

## Programas académicos

### Arquitectura
El programa de Arquitectura en pregrado consta de 10 semestres, y se lleva a cabo en los edificios Fray Angelico (principalmente) y Santander. Está compuesto por asignaturas de expresión, construcción, proyectiva (taller de diseño), diseño asistido por computador, electivas, entre otras.